# Karl August Varnhagen von Ense
Karl August Varnhagen von Ense, född den 21 februari 1785 i Düsseldorf, död den 10 oktober 1858 i Berlin, var en tysk författare och diplomat, gift med Rahel Varnhagen von Ense.
Varnhagen idkade universitetsstudier i Berlin, Halle och Tübingen, varunder han tog intryck av den nyromantiska vitterhetsriktningen och var vänskapligt förbunden med Chamisso, A.W. von Schlegel och Theremin. 
Han ingick som fänrik vid österrikiska armén 1809, sårades i slaget vid Wagram och tjänstgjorde därefter som adjutant hos översten prinsen av Bentheim, vilken han även åtföljde på resor. Under fälttågen 1813-14 i norra Tyskland och Frankrike var han kapten vid ryska armén och adjutant hos general von Tettenborn samt utgav arbeten över tidshändelserna. 
Kort därefter inträdde Varnhagen på den diplomatiska banan i Preussen, följde kanslern Hardenberg till Wienkongressen och till Paris, utnämndes 1816 till ministerresident i Karlsruhe, men rappellerades på grund av en indiskretion 1819 och levde sedan dess i Berlin med geheime legationsråds titel, emellanåt betrodd med diplomatiska uppdrag. 
Under sin mognare ålder bedömde Varnhagen med stor skärpa de politiska förhållandena, vilka han iakttog på nära håll, om än i tvungen overksamhet. I främjandet av tyska litteraturen ådagalade han till det sista ungdomlig livlighet och gjorde rättvisa åt dess företeelser med ovanligt fördomsfri uppfattning. 
Han hade förvärvat sig vidsträckt och djup människokännedom, av vilken han drog stor nytta som biografisk-historisk skriftställare; Varnhagen var enligt Goethes uttryck en "analyserande, sökande, särskiljande och bedömande natur". Han förstod ypperligt att därvid fylla luckor och gruppera fakta så, att det huvudsakliga kom till sin rätt. 
Bland hans många arbeten framstå den av Varnhagen och Chamisso 1804-06 utgivna "Musenalmanach", Deutsche erzählungen (1815; 3:e upplagan 1879), Goethe in den zeugnissen der mitlebenden (1824), Biographische denkmale (5 band, 1824-30; 3:e upplagan 1871-72), Zur geschichtschreibung und litteratur (1833), Denkwürdigkeiten und vermischte schriften (9 band, 1837-59; flera upplagor), Leben des generals von Winterfeldt (1836), Leben des feldmarschalls Keith (1844) och Leben des generals grafen Bülow von Dennewitz (1854). 
Varnhagen låg i brevväxling med flera av sin samtids främsta män i Tyskland. Efter hans död utgavs bland annat brev till honom från Alexander von Humboldt, Metternich, Heine, Chamisso med flera samt hans egenhändiga Tagebücher (14 band, 1861-70; utgivna av hans systerdotter Ludmilla Assing, som därför åtalades), Blätter aus der preussischen geschichte (5 band, 1868-69) och Biographische porträts (1871). Varnhagens Ausgewählte schriften utgavs i 19 band 1871-76 (3:e upplagan 1888).